# Petronas
Pour les autres significations, voir Petronas (moteur).
Petronas, acronyme de Petroliam Nasional Berhad (malaisien pour: Pétrole National Limité), est une compagnie pétrolière malaisienne créée le 17 août 1974 dans le cadre de la Loi de 1965 sur les Sociétés. À l'époque, le gouvernement malaisien investit 3 millions de dollars américains pour la création de la société[réf. nécessaire]. La société est toujours détenue par le gouvernement malaisien ; elle est de fait une entreprise publique.

## Présentation
Petronas est créé en août 1974 par le gouvernement malaisien et le décret sur le développement pétrolier lui confère le monopole de l'exploration, du développement et de la production de toutes les ressources pétrolière en Malaisie. 
Au fil des années, la société est devenue une multinationale possédant quatre filiales listées à Bursa Malaysia, et ayant développé ses activités dans plus de trente pays. La société emploie 33 682 personnes à travers le monde.
Elle gère un large spectre d'activités liées au pétrole et au gaz naturel :
- secteur amont : exploration et extraction de gaz ;
- secteur aval : raffinage, commercialisation et distribution de produits pétroliers, transformation et liquéfaction de gaz naturel, production et commercialisation de produits pétrochimiques, transports maritimes et investissements immobiliers.

La multinationale publique exploite essentiellement les gisements pétroliers et gaziers de Malaisie, offshore dans la mer de Chine méridionale. Elle est également présente dans de nombreux pays, en tant que partenaire, ou opérateur, comme l'Égypte, l'Iran ou encore le Pakistan.
Son siège est situé dans la tour Numéro 1 des tours jumelles Petronas à Kuala Lumpur.

## Historique
- Création : les années 1970

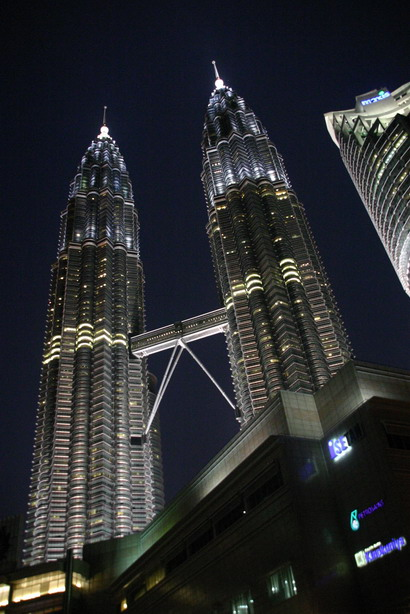
Les Tours jumelles de Petronas à Kuala-Lumpur, symbole de la réussite de l'économie malaisienne.

- Développement du gaz : les années 1980
- Diminution du pétrole : la fin des années 1980
- Expansion globale : les années 1990 à nos jours

Pendant la deuxième moitié des années 1990, Petronas poursuit sa stratégie d'exploration, de développement et d'internationalisation. En 1994 la compagnie malaisienne découvre un gisement dans le Ruby Field au Vietnam et la première station de carburant est ouverte au Cambodge, la première de Petronas hors du territoire malaisien.
En 1995 une filiale est créée pour se charger du stockage, de l'importation et de l'exportation du gaz de pétrole liquéfié (GPL). Dans le même temps, deux autres filiales de Petronas entrent en bourse de Kuala-Lumpur.
En 1996 la firme malaisienne entre sur le marché aromatique et signe un contrat avec Chinese national off-shore oil company et Chevron Overseas Petroleum Ltd. pour démarrer l'exploration et l'exploitation du gisement 02/31 de la région de Liaodong en Chine.
En 1997, alors que la crise économique asiatique frappe durement le continent, l'économie malaisienne surmonte sans trop de dégâts le choc grâce aux réformes économiques réussies par le gouvernement malaisien. Petronas inaugure ainsi son nouveau quartier-général, les Tours jumelles Petronas, les plus hautes du monde de l'époque.
La même année, Petronas poursuit son développement avec le projet de construction de trois centrales pétrochimiques dans la région de Kuantan. De même la compagnie se lance dans la distribution de GPL en Chine et investit le marché iranien avec des exploitations dans la région de Sirri en 1998 et 1999.
Petronas rentre en l'an 2000 avec de nouvelles ambitions sur la scène internationale. La compagnie conclut des contrats pour deux nouvelles parcelles de terrain d'exploration au Pakistan et commence la construction d'oléoducs au Cameroun. En 2002 Petronas avait signé sept nouveaux PSC et obtenus huit régions d'exploration dans huit pays, dont le Gabon, le Cameroun, le Niger, l'Égypte, le Yémen, l'Indonésie et le Vietnam.
En 2004, le Premier Ministre Datuk Luqmanadk Mohamed déclare que Petronas contribue pour 25 milliards de ringgits malaisiens au trésor public de l'État. Depuis 1974, Petronas a rapporté à l'État malaisien l'équivalent de 403,3 milliards de ringgits. Actuellement 40 % du chiffre d'affaires de Petronas est le fait de ses implantations à l'étranger comme l'Iran, le Soudan, le Tchad et la Mauritanie. Petronas a produit en 2008 l'équivalent de 6,24 milliards de barils.
En 2012, Petronas cherche à racheter l'entreprise canadienne Progress Energy pour 5,2 milliards de $, mais le gouvernement canadien bloque l'opération.
En juin 2013, Petronas annonce un investissement de 16 milliards de $ dans un complexe gazier au Canada, près de Prince Rupert, comportant deux usines de liquéfaction de gaz naturel et un gazoduc de 750 km construit par TransCanada pour alimenter les usines en gaz. Toutefois, cet investissement est remis en question lorsque Amnesty International révèle que cette compagnie a violé un embargo des Nations unies sur la livraison d'armes au Soudan, en livrant du kérosène pour la flotte d'avions militaires entre 2007 et 2011. Même si le kérosène était aussi destiné à des vols civils, comme le prétend la compagnie, celle-ci aurait dû s'assurer de ne pas violer l'embargo de façon indirecte, selon Amnesty International.

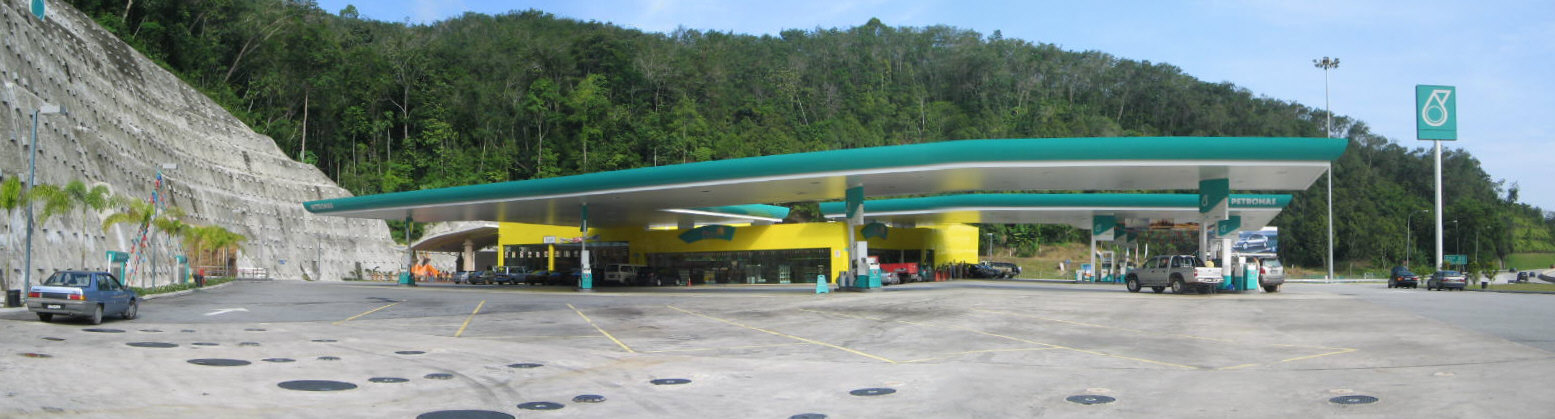
Une station de carburant Petronas à 54 kilomètres de Karak-Kuala Lumpur, le long de l'autoroute.

## Petronas en Formule 1

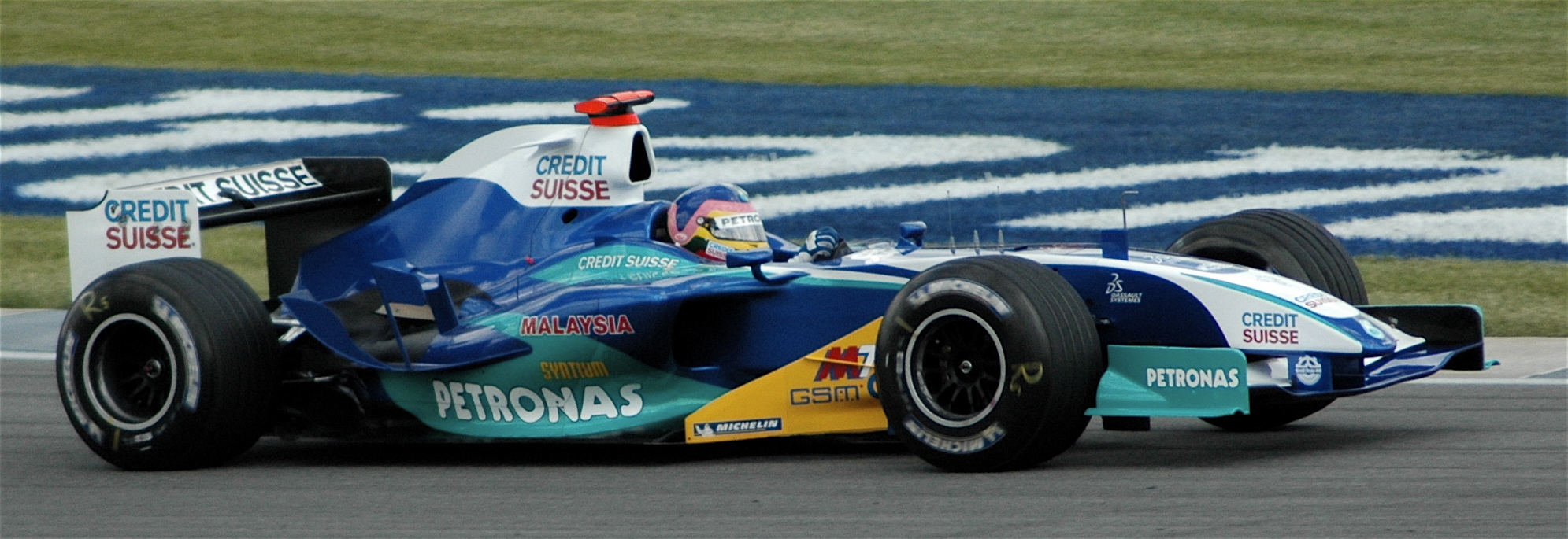
Jacques Villeneuve sur la Sauber-Petronas au Grand Prix des États-Unis 2005.

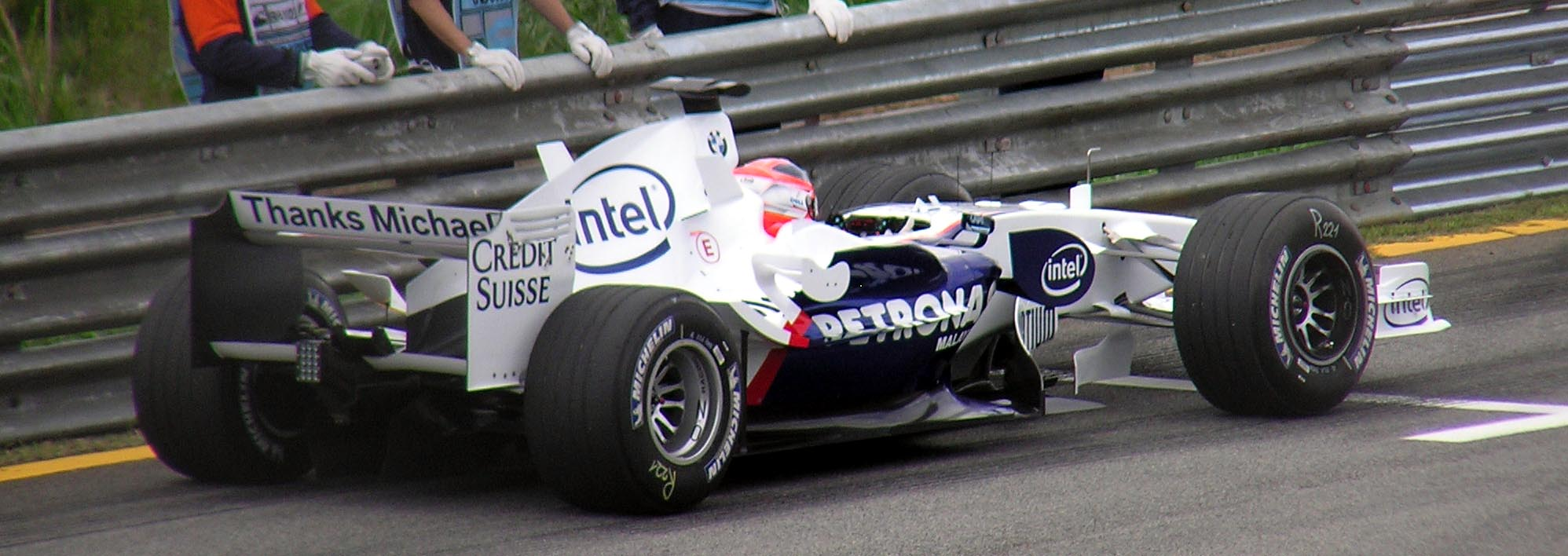
Une BMW-Sauber, en 2006, sponsorisée par Petronas.

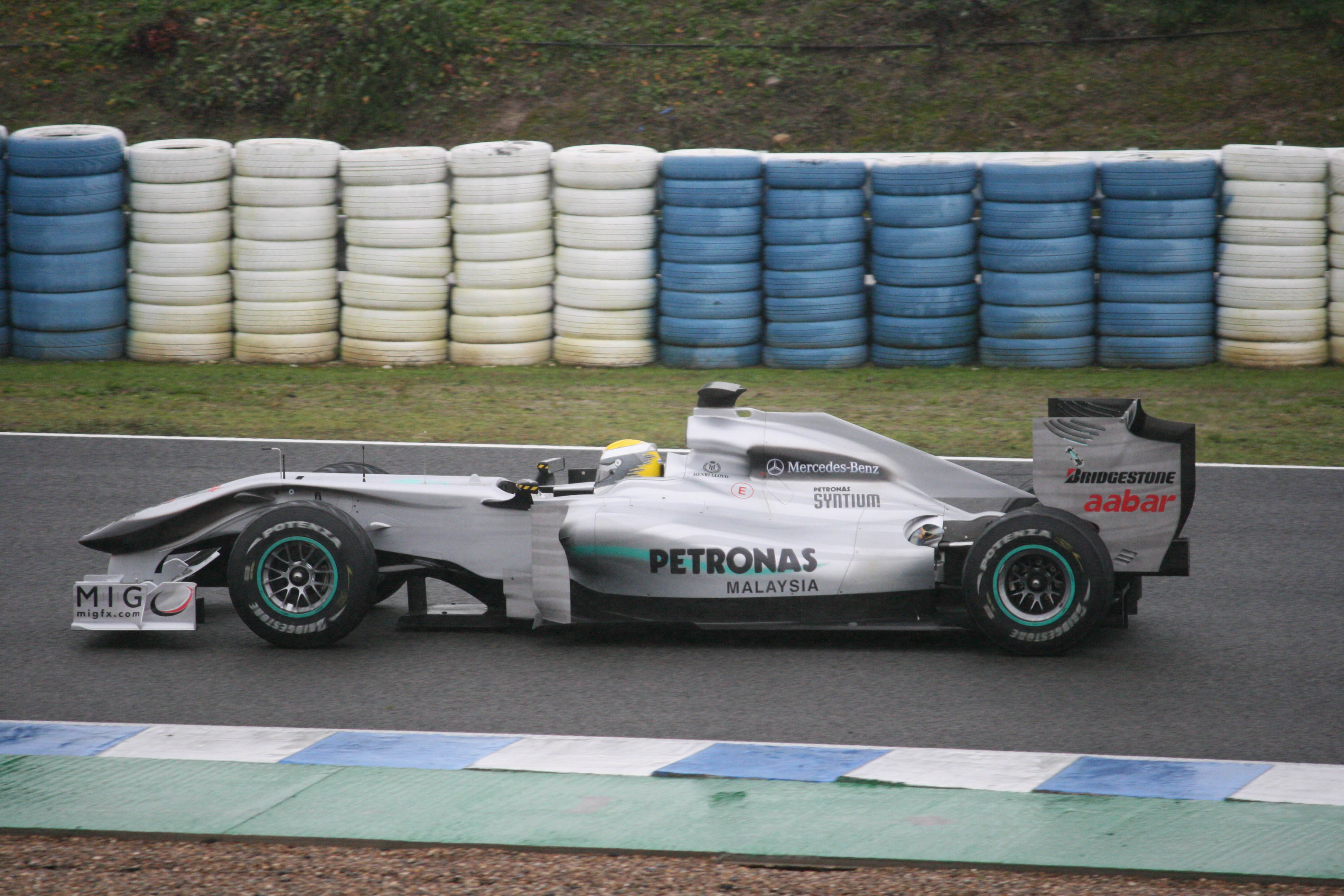
Une Mercedes Grand Prix, en 2010, sponsorisée par Petronas.

Sponsor de l'écurie Sauber en Formule 1 à partir de la saison 1995, Petronas a participé au championnat du monde de Formule 1 en tant que partenaire technique de l'équipe suisse entre 1997 et 2005. Les deniers de Petronas ont permis à l'écurie privée de motoriser ses monoplaces avec des moteurs Ferrari-client. Toutefois, et à l'inverse de l'écurie Prost-Acer, elle aussi cliente-Ferrari, Petronas, du moins dans les premiers temps, ne s'est pas contenté de rebadger les blocs italiens mais a véritablement développé et optimisé en interne les moteurs. Les Sauber-Petronas ont pris le départ de 151 Grands Prix de Formule 1 et ont permis à Sauber d'inscrire un total de 142 points. Le meilleur résultat obtenu est une troisième place décrochée à quatre reprises (Johnny Herbert au Grand Prix de Hongrie 1997, Jean Alesi au Grand Prix de Belgique 1998, Nick Heidfeld au Grand Prix du Brésil 2001 et Heinz-Harald Frentzen au Grand Prix des États-Unis 2003).
À la suite du rachat de Sauber par BMW, Petronas a retrouvé à partir de 2006 un rôle plus conventionnel de sponsor pour le compte de la nouvelle entité BMW Sauber F1 Team. Petronas sponsorise également le Grand Prix de Malaisie et celui de Chine. La société est également active en championnat de rallye PWRC, Petronas possédant une écurie alignant des Proton, voitures de fabrication malaisienne. Le 21 décembre 2009, à la suite du retrait de l'écurie BMW Sauber, Petronas devient le sponsor principal de l'écurie Mercedes Grand Prix en Formule 1.
Entre 1999 et 2017, Petronas finance le Grand Prix de Malaisie de Formule 1, le Formula One Petronas Malaysian Grand Prix sur le Circuit international de Sepang. L'événement a réuni en 2006 quelque 107 000 spectateurs et 600 millions de téléspectateurs du monde entier.
Depuis 2010, Petronas est le sponsor-titre de l'écurie Mercedes Grand Prix.

## Éducation
Petronas a construit l'université technologique Petronas (UTP) inaugurée le 10 juillet 1997. À cela s'ajoutent des bourses et des prêts étudiants aux universitaires malaisiens ou étrangers pour leur cycle d'étude.
Petronas gère ainsi l'Education Sponsorship Unit (ESU), un système de promotion d'étudiants et leur octroyant des moyens financiers pour leurs études sur base de leurs résultats, dossier scolaire ainsi qu'un test de personnalité, obligatoire pour tous les étudiants voulant obtenir une bourse ou un prêt.
Certains étudiants peuvent voir leur prêt (qui doit être remboursé) converti en un don définitif, en échange d'un certain nombre d'années de travail chez Petronas une fois leurs études terminées.

## Chronologie
- 1974 : Création de Petronas
- 1975 : Premières exportations de pétrole brut par Petronas.
- 1976 : Premières coopérations internationales avec Esso and Shell.
- 1978 : Création de Petronas Carigali Sdn Bhd, la filiale d'exploration et production de Petronas.
- 1981 : Première station pétrolière Petronas située à Taman Tun Dr Ismail à Kuala Lumpur.
- 1982 : Petronas Carigali fait sa première découverte de pétrole à Dulang dans l'État de Terengganu.
- 1983 : Inauguration de la première raffinerie Petronas à Kertih, dans l'État de Terengganu
- 1985 : Premières exportations de gaz naturel liquéfié
- 1990 : Premiers pas vers la globalisation. Maiden E&P coopère dans un projet en Birmanie (actuel Myanmar)
- 1992 : Lancement du projet Kuala Lumpur City Centre (KLCC) (tours jumelles Petronas) par le chef du gouvernement malaisien, Dato Seri Dr Mahathir Mohamad.
- 1996 : Signature d'un contrat pétrolier avec la China National Offshore Oil Corporation et Chevron Overseas Petroleum Ltd afin de cogérer l'exploration pétrolière et gazière dans la Baie de Liaodong, en Chine
- 1997 : Déménagement de Petronas dans le plus haut immeuble du monde : le KLCC (tours jumelles Petronas)
- 2003 : Foggy Petronas Racing Team entre dans le Championnat du Monde de Moto 2003(2003 World Superbike Championship)
- 2005 : 
  - Contrat de Service accordé par le Gouvernement Philipin pour l'exploration pétrolière et gazière du Bloc de Mindoro.
  - Découverte de pétrole dans le Bloc de Agadem 1Permit, au Niger.
  - ASEAN Bintulu Fertilizer Sdn Bhd, filiale de Petronas, signe un accord avec la société Sud-Coréenne Namhee Chemical Corporation pour implanter une production de mélamine à Bintulu, dans l'État de Sarawak.
  - Lancement de la gamme d'huiles pour moteurs de qualité supérieure en Suisse et au Liechtenstein
  - Petronas et ses partenaires BG International Limited et Egyptian General Petroleum Corporation, livrent avec succès leur premier cargo de Gaz Naturel Liquéfié à ASEAN LNG Trading Company Ltd, une filiale du groupe Petronas
  - Cérémonie de commémoration des 10 ans d'implication de Petronas dans le monde de la F1, officié par le Premier Ministre, Dato' Seri Abdullah Haji Ahmad Badawi.
  - Début de production gazière à Rehmat Field dans le Bloc 2769-4 (Mubarak) dans la Province de Sindh au Pakistan.